# Цзинь Ян
Цзинь Ян (кит. упр. 金扬, пиньинь Jīn Yáng; род. 16 мая 1994 года (по другим данным он родился в 1989 году), Харбин, КНР) — китайский фигурист, выступающий в парном катании с Пэн Чэн. Они — бронзовые призёры чемпионата четырёх континентов (2019), серебряные призёры чемпионата четырёх континентов (2020), серебряные призёры финала Гран-при (2018, 2019), трёхкратные победители чемпионата Китая (2017, 2019, 2020) и вице-чемпионы Китая (2018).
До апреля 2016 года выступал в паре с Юй Сяоюй, с которой они — бронзовые призёры чемпионата четырёх континентов (2016), победители Универсиады (2015), двукратные чемпионы мира среди юниоров (2014, 2015), чемпионы юношеских Олимпийских игр (2012) и двукратные чемпионы Китая (2013, 2015).

## Карьера
Цзинь Ян родился в столице КНР Пекине. Дата рождения его 16 мая, а вот год точно сказать никто не может. Фигурным катанием начал заниматься с юных лет.

### Ранние годы
Юй Сяоюй и Цзинь Ян дебютировали в 2009 году на национальном чемпионате, где заняли место в шестёрке. На следующий год пара дебютировала на международной арене в юниорском чемпионате мира в 2010 году. Однако этот дебют был испорчен тем, что именно эту пару лишили восьмого места. Это было вызвано тем, что третья китайская пара не имела права выступать на этом чемпионате. В конце года пара выиграла бронзовые медали на юниорском финале Гран-при.

### С 2011 по 2015 годы
Осенью 2011 года пара дебютировала на взрослых этапах Гран-при. В январе 2012 года на юношеских Олимпийских играх пара стала чемпионами. Через месяц на юниорском чемпионате мира фигуристы стали вице-чемпионами мира.
На юношеском финале Гран-при в декабре 2013 года китайские фигуристы выиграли золото. Через три месяца они стали чемпионами мира среди юношей в Болгарии.
Дальнейший расцвет карьеры выпал на послеолимпийский сезон осенью 2014 года. В Барселоне на финале Гран-при китайские фигуристы оказались пятыми. В январе 2015 года они победили и на зимней Универсиаде в Испании. Через месяц в Таллине спортсмены стали двукратными чемпионами мира среди юниоров.

### Сезон 2015/2016
Новый сезон пара начала в начале ноября они выступили на домашнем этапе Гран-при Ауди Кубок Китая. Спортсмены уверенно заняли третье место. Были улучшены все прежние достижения. Намного удачнее спортсмены выступили на заключительном этапе Гран-при в Нагано, где заняли второе место и второй год подряд вышли в финал Гран-при. И на самом финале фигуристы повторили свои прошлогодние достижения и заняли пятое место. На национальном чемпионате пара не выступала. Спортсмены в феврале 2016 года в Тайбэе дебютировали на континентальном чемпионате и выиграли бронзовые медали. Готовились к мировому чемпионату в США, однако чиновники китайской федерации приняли решение отправить другую пару.

### Сезон 2016/2017
Вскоре по окончании чемпионата решением китайской федерации паре были предложены новые партнёры. Его бывшая партнёрша встала в пару с Чжан Хао, а Цзинь Ян начал тренироваться с Пэн Чэн.
Новый предолимпийский сезон новая китайская пара начала на домашнем этапе Гран-при в Пекине, где они заняли на Кубке Китая второе место. Цзинь Ян при этом улучшил свои прежние достижения в произвольной программе и сумме. В конце ноября они выступали на заключительном этапе Гран-при в Саппоро, где в сложной борьбе уступили первое место, но фигурист улучшил свои прежние достижения в короткой программы (которую они выиграли). Так за два старта в новой паре достижения Цзинь Яна были полностью улучшены. Это позволило им уверенно выйти в финал Гран-при, в Марселе. Во Франции китайские фигуристы завалили произвольную программу и заняли последнее место. В конце декабря в Гирине состоялся чемпионат КНР 2017 года, на нём отсутствовало ряд ведущих китайских фигуристов, пара Пэн Чэн с Цзинь Яном стала чемпионом Китая. В середине февраля 2017 года китайские фигуристы выступили в Южной Корее на континентальном чемпионате, где финишировали на пятом месте. При этом была улучшена произвольная программа. Через неделю китайские спортсмены приняли участие в Саппоро в VIII зимних Азиатских играх, где уверенно заняли второе место. Через два месяца после этого пара была отправлена на командный чемпионат мира, где они выступили относительно неплохо. При этом были улучшены спортивные достижения в сумме.

### Олимпийский сезон
В начале октября начали олимпийский сезон китайские фигуристы в Эспоо, на Трофее Финляндии, пара финишировала с золотыми медалями. Через три недели пара выступала в серии Гран-при на канадском этапе, где они финишировали в середине турнирной таблицы. В середине ноября пара выступила на французском этапе Гран-при, где они заняли место в середине таблицы. В конце декабря в упорной борьбе на национальном чемпионате они уступили первое место своим бывшим партнёрам. В январе все китайские спортивные пары снялись с континентального чемпионата. Однако это не принесло лавров в Канныне на Олимпийских играх пару постигла неудача, они не смогли выйти в финальную часть соревнований в Южной Корее. На мировом чемпионате однако пара уверенно вошла в десятку лучших спортивных пар.

## Результаты

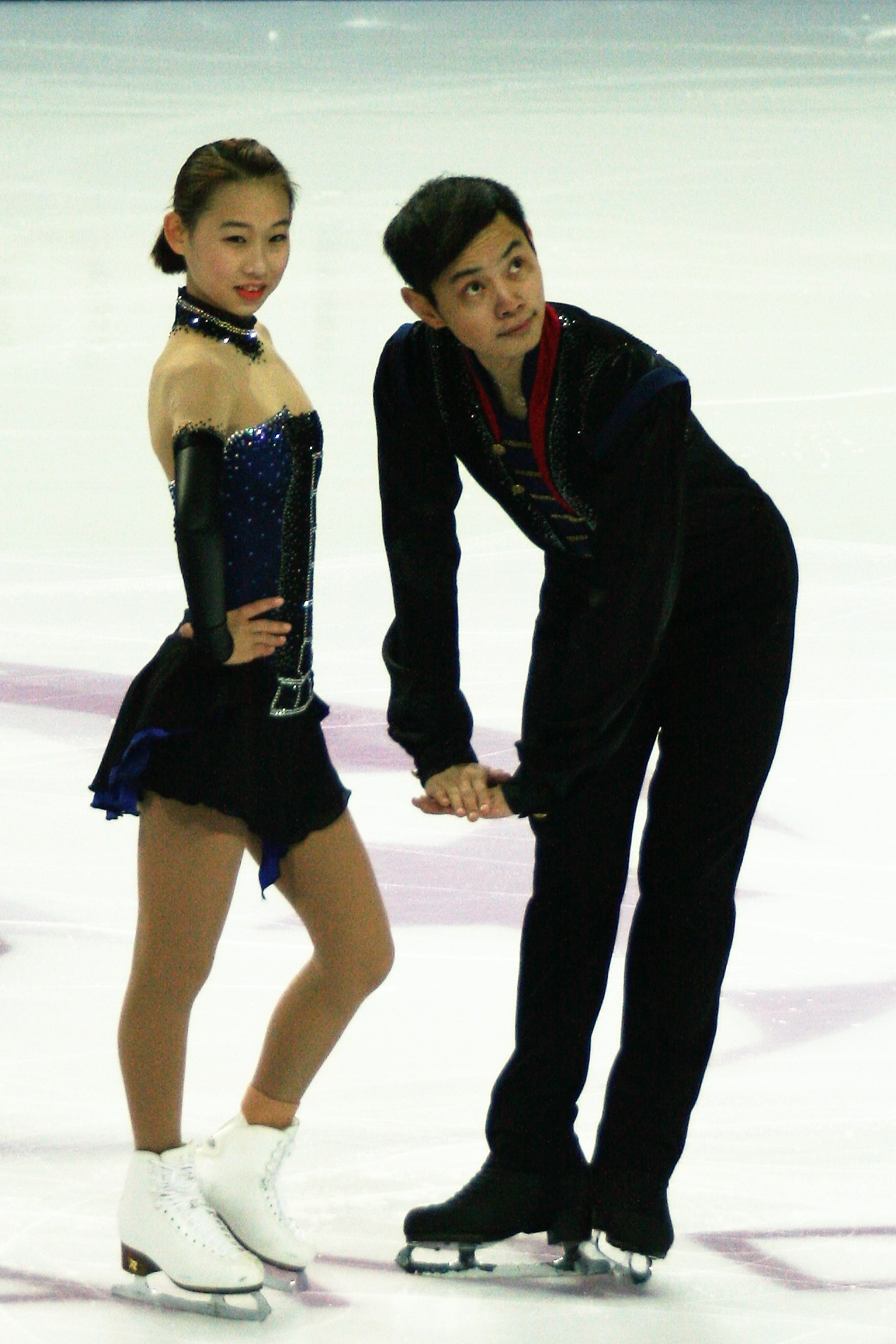
Пэн Чэн и Цзинь Ян в финале Гран-при в Марселе (2016 год)

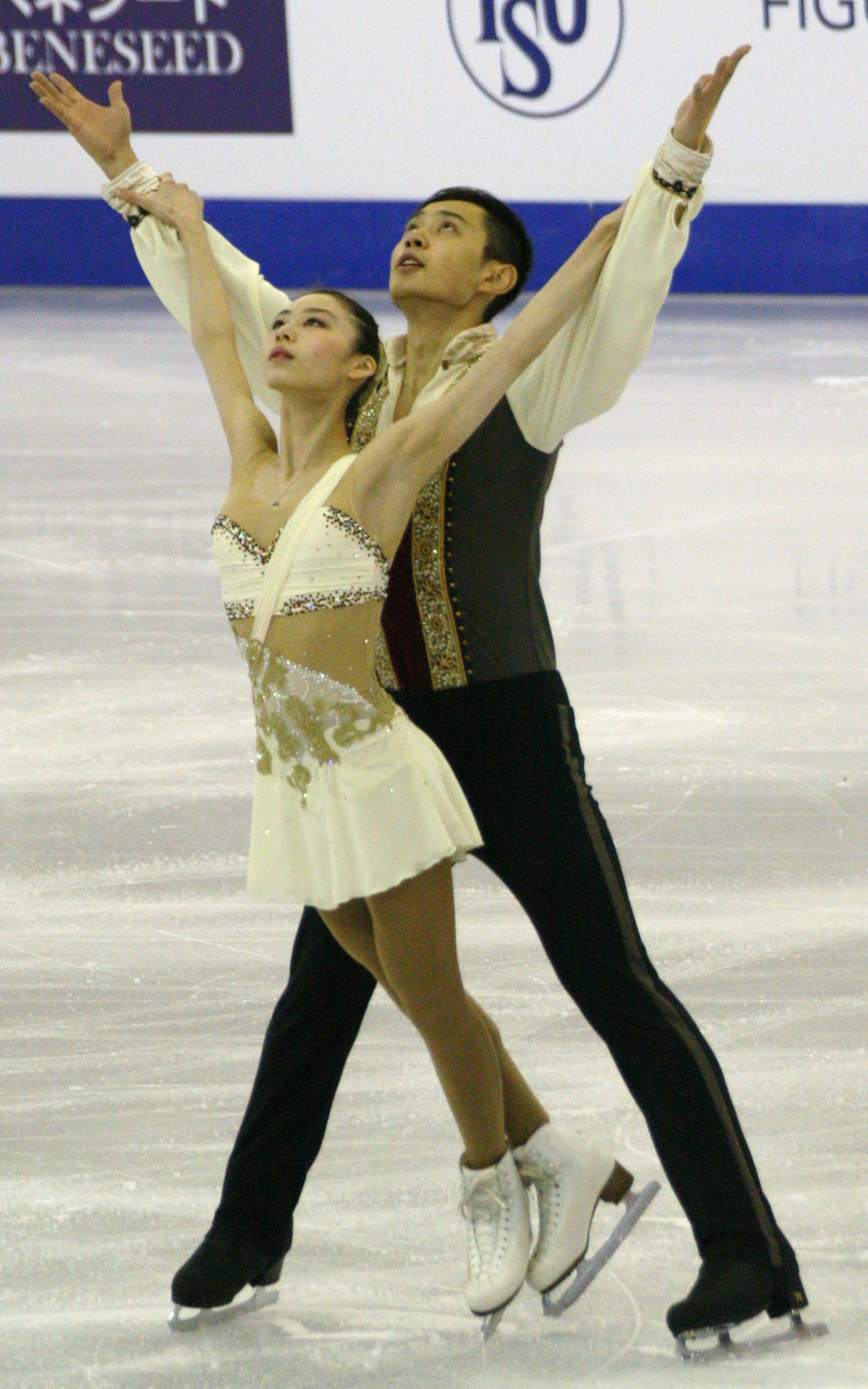
Юй Сяоюй и Цзинь Ян в финале Гран-при в Барселоне (2015 год)

(с Пэн Чэн)
| Соревнования                             | 16/17         | 17/18         | 18/19         | 19/20         | 20/21         | 21/22         |
| Международные                            | Международные | Международные | Международные | Международные | Международные | Международные |
| ---------------------------------------- | ------------- | ------------- | ------------- | ------------- | ------------- | ------------- |
| Олимпийские игры                         |               | 17            |               |               |               | 5             |
| Чемпионат мира                           |               | 9             | 4             |               | 5             |               |
| Чемпионат четырёх континентов            | 5             | WD            | 3             | 2             |               |               |
| Финалы Гран-при                          | 6             |               | 2             | 2             |               |               |
| Этапы Гран-при: Cup of China             | 2             |               |               | 2             | 1             |               |
| Этапы Гран-при: Internationaux de France |               | 5             |               |               |               | WD            |
| Этапы Гран-при: NHK Trophy               | 2             |               | 2             |               |               |               |
| Этапы Гран-при: Skate America            |               |               |               | 1             |               |               |
| Этапы Гран-при: Skate Canada             |               | 5             | 2             |               |               |               |
| Этапы Гран-при: Италия                   |               |               |               |               |               | 2             |
| Челленджеры. Asian Trophy                |               |               | 1             |               |               |               |
| Челленджеры. Finlandia Trophy            |               | 1             |               |               |               |               |
| Челленджеры. U.S. Classic                |               |               |               | 3             |               |               |
| Зимние Азиатские игры                    | 2             |               |               |               |               |               |
| Международные командные                  |               |               |               |               |               |               |
| Командные чемпионаты мира                | 5             |               |               |               |               |               |
| Национальные                             |               |               |               |               |               |               |
| Чемпионаты Китая                         | 1             | 2             | 1             | 1             |               |               |

(с Юй Сяоюй)
| Соревнования | 08/09         | 09/10         | 10/11         | 11/12         | 12/13         | 13/14         | 14/15         | 15/16         |
| Международные | Международные | Международные | Международные | Международные | Международные | Международные | Международные | Международные |
| --- | ------------- | ------------- | ------------- | ------------- | ------------- | ------------- | ------------- | ------------- |
| Чемпионаты четырёх континентов |               |               |               |               |               |               |               | 3             |
| Финал Гран-при |               |               |               |               |               |               | 5             | 5             |
| Этапы Гран-при: Кубок Китая |               |               |               | 6             |               |               | 2             | 3             |
| Этапы Гран-при: NHK Trophy |               |               |               |               |               |               | 3             | 2             |
| Этапы Гран-при: Skate Canada |               |               |               | 7             |               |               |               |               |
| Зимние Универсиады |               |               |               |               |               |               | 1             |               |
| Международные среди юниоров |               |               |               |               |               |               |               |               |
| Чемпионаты мира среди юниоров |               | 8*            |               | 2             | 4             | 1             | 1             |               |
| Юношеские Олимпийские игры |               |               |               | 1             |               |               |               |               |
| Финал юниорского Гран-при |               |               | 3             | 5             | 5             | 1             |               |               |
| Этапы юниорского Гран-при: Австрия |               |               | 3             | 2             | 4             |               |               |               |
| Этапы юниорского Гран-при: Хорватия |               |               |               |               | 2             |               |               |               |
| Этапы юниорского Гран-при: Чехия |               |               | 1             |               |               |               |               |               |
| Этапы юниорского Гран-при: Эстония |               |               |               |               |               | 1             |               |               |
| Этапы юниорского Гран-при: Латвия |               |               |               | 2             |               | 1             |               |               |
| Национальные |               |               |               |               |               |               |               |               |
| Чемпионаты Китая | 6             | 4             | 2             | 3             | 1             | 3             | 1             |               |
| Зимние Спартакиады народов КНР | 7             |               |               | 4             |               |               |               |               |
| * = результат был аннулирован из-за ошибки администрации китайской команды, записавшей на соревнования три пары при квоте только на две. |               |               |               |               |               |               |               |               |

## Проблемы с возрастом
В феврале 2011 года возраст Юй Сяоюй и Цзинь Яна стали предметом разбирательств. Несмотря на то, что в согласно информации Международного союза конькобежцев Юй Сяоюй родилась 2 января 1996 года, на одном из китайских сайтов было указано, что она родилась в тот же день, но в 1998 году, и в таком случае была слишком молода для участия в Гран-при среди юниоров в сезоне 2010—2011.
Её партнёр также подвергся проверке. В биографии ИСУ говорится, что он родился 16 мая 1994 года, однако на том же сайте приводится 1989 год, то есть возраст спортсмена был выше допустимого для юниоров.